# Lista de navios lançados em 1946
A seguir está uma lista como os navios lançados ao mar no ano de 1946.
| Data              | Navio                | País           | Construtor                              | Localização                      | Classe                         | Notas                                          |
| ----------------- | -------------------- | -------------- | --------------------------------------- | -------------------------------- | ------------------------------ | ---------------------------------------------- |
| 4 de janeiro      | USS Leonard F. Mason | Estados Unidos | Fore River Shipyard                     | Quincy, Massachusetts            | Classe Gearing                 |                                                |
| 5 de janeiro      | Spaburn              | Reino Unido    |                                         |                                  | Navio costeiro                 |                                                |
| 5 de janeiro      | USS Robert L. Wilson | Estados Unidos | Bath Iron Works                         | Bath, Maine                      | classe Gearing                 |                                                |
| 8 de janeiro      | USS Eversole         | Estados Unidos | Todd Pacific Shipyards                  | Seattle Washington               | Classe Gearing                 |                                                |
| 15 de janeiro     | Empire Athelstan     | Reino Unido    | Vickers-Armstrongs Ltd                  | Barrow in Furness                | Navio cargueiro                | Para o Departamento do Transporte              |
| 17 de janeiro     | SS Empire Evesham    | Reino Unido    | Furness Shipbuilding Co Ltd             | Haverton Hill-on-Tees            | Navio tanque                   | Para o Departamento do Transporte              |
| 17 de janeiro     | USS Forrest Royal    | Estados Unidos | Bethlehem Steel                         | Staten Island, New York          | Classe Gearing                 |                                                |
| 22 de janeiro     | HMS Anchorite        | Reino Unido    | Vickers-Armstrongs                      | Barrow in Furness                | Classe Amphion                 |                                                |
| 2 de fevereiro    | USS Witek            | Estados Unidos | Bath Iron Works                         | Bath, Maine                      | Classe Gearing                 |                                                |
| 4 de fevereiro    | Empire Hedda         | Reino Unido    | Cochrane & Sons Ltd                     | Selby                            | Rebocador                      | Para o Departamento do Transporte              |
| 4 de fevereiro    | Empire Seafoam       | Reino Unido    | Goole Shipbuilding & Repairing Co Ltd   | Goole                            | Navio costeiro                 |                                                |
| 4 de fevereiro    | Empire Tedburgh      | Reino Unido    | Short Brothers Ltd                      | Sunderland                       | Navio tanque costeiro          |                                                |
| 5 de fevereiro    | Empire Tedmuir       | Reino Unido    | A & J Inglis Ltd                        | Glasgow                          | Navio tanque costeiro          |                                                |
| 8 de fevereiro    | Empire Juna          | Reino Unido    | Cochrane & Sons Ltd                     | Selby                            | Rebocador                      |                                                |
| 15 de fevereiro   | USS Bluebird         | Estados Unidos | Charleston Shipbuilding & Drydock Co    | North Charleston, South Carolina | Classe Penguin                 |                                                |
| 18 de fevereiro   | HMS Black Swan       | Reino Unido    |                                         |                                  | [[Classe Black Swan modificado |                                                |
| 18 de fevereiro   | HMS Alaric           | Reino Unido    | Cammell Laird                           | Birkenhead                       | Classe Amphion                 |                                                |
| 19 de fevereiro   | USS Pawcatuck        | Estados Unidos | Sun Shipbuilding and Drydock Company    | Chester, Pennsylvania            | Classe Ashtabula               |                                                |
| 19 de fevereiro   | USS Halfbeak         | Estados Unidos | Cramp Shipbuilding Company              | Philadelphia, Pennsylvania       | Classe Balao                   |                                                |
| 20 de fevereiro   | HMS Jutland          | Reino Unido    |                                         |                                  | Classe Battle modificado       |                                                |
| 21 de fevereiro   | Empire Marshland     | Reino Unido    | William Simons & Co Ltd                 | Renfrew                          | Dredger                        | Para o Departamento do Transporte              |
| 28 de fevereiro   | RFA Spapool          | Reino Unido    |                                         |                                  | Navio costeiro                 |                                                |
| 28 de fevereiro   | HMS Artemis          | Reino Unido    | Scotts                                  | Greenock                         | Classe Amphion                 |                                                |
| 5 de março        | USS Fresno           | Estados Unidos | Federal Shipbuilding                    | Kearny, New Jersey               | Classe Atlanta                 |                                                |
| 5 de março        | USS Bryce Canyon     | Estados Unidos | Charleston Navy Yard                    | North Charleston, South Carolina | Classe Shenandoah              |                                                |
| 5 de março        | USS Manchester       | Estados Unidos | Fore River Shipyard                     | Quincy, Massachusetts            | Classe Cleveland               |                                                |
| 8 de março        | USS Shelton          | Estados Unidos | Todd Pacific Shipyards                  | Seattle Washington               | Predefinição:Sclass-           |                                                |
| 15 de março       | USS Charles H. Roan  | Estados Unidos | Fore River Shipyard                     | Quincy, Massachusetts            | Predefinição:Sclass-           |                                                |
| 30 de março       | USS Agerholm         | Estados Unidos | Bath Iron Works                         | Bath, Maine                      | Classe Gearing                 |                                                |
| 30 de março       | USS Waccamaw         | Estados Unidos | Sun Shipbuilding and Drydock Company    | Chester, Pennsylvania            | Classe Cimarron                |                                                |
| 2 de abril        | USS Coral Sea        | Estados Unidos | Newport News Shipbuilding               | Newport News, Virginia           | Classe Midway                  |                                                |
| 3 de abril        | SS Empire Dunbar     | Reino Unido    | Sir J Laing & Sons Ltd                  | Sunderland, Co Durham            | Navio tanque                   | Para o Departamento do Transporte              |
| 4 de abril        | Empire Maydream      | Reino Unido    | A Hall & Co Ltd                         | Aberdeen                         | Navio costeiro                 | Para o Departamento do Transporte              |
| 17 de abril       | Empire Woodland      | Reino Unido    | William Simons & Co Ltd                 | Greenock                         | Dredger                        | Para o Departamento do Transporte              |
| 23 de abril       | USS Ulua             | Estados Unidos | Cramp Shipbuilding Company              | Philadelphia, Pennsylvania       | Classe Balao                   |                                                |
| 30 de abril       | USS Burton Island    | Estados Unidos | Western Pipe and Steel Company          | São Francisco                    | Classe Wind                    |                                                |
| Abril             | HMS Poictiers (1946) | Reino Unido    |                                         |                                  | Contratorpedeiro               | Desmantelado pouco tempo após a sua construção |
| Abril             | Empire Tedrita       | Reino Unido    | A & J Inglis Ltd                        | Glasgow                          | Navio tanque costeiro          | Para o Departamento do Transporte              |
| 1 de maio         | Empire Doreen        | Reino Unido    | Scott & Sons                            | Bowling                          | Rebocador                      | Para o Departamento do Transporte              |
| 3 de maio         | USS Corsair          | Estados Unidos | Electric Boat                           | Groton, Connecticut              | Classe Tench                   |                                                |
| 15 de maio        | RFA Rowenol          | Reino Unido    |                                         |                                  | Navio tanque costeiro          | For Royal Fleet Auxiliary                      |
| 16 de maio        | Empire Hartland      | Reino Unido    | Ferguson Brothers Ltd                   | Port Glasgow                     | Classe Hopper                  | Para o Departamento do Transporte              |
| 29 de maio        | USS Seaman           | Estados Unidos | Seattle-Tacoma Shipbuilding Corporation | Seattle Washington               | Classe Gearing                 |                                                |
| 29 de maio        | USCGC Edisto         | Estados Unidos | Western Pipe and Steel Company          | San Pedro, Califórnia            | Classe Wind                    |                                                |
| 15 de junho       | Norden               | Dinamarca      |                                         | Nakskov                          | Navio cargueiro                |                                                |
| 16 de junho       | Empire Margaret      | Reino Unido    | A Hall & Co Ltd                         | Aberdeen                         | Rebocador                      | Para o Departamento do Transporte              |
| 24 de junho       | USS Keppler          | Estados Unidos | Bethlehem Steel                         | São Francisco                    | Classe Gearing                 |                                                |
| 12 de julho       | USS Tringa           | Estados Unidos | Savannah Machine & Foundry Co.          | Savannah, Georgia                | Classe Chanticleer             |                                                |
| 15 de julho       | USS Robert A. Owens  | Estados Unidos | Bath Iron Works                         | Bath, Maine                      | Classe Gearing                 |                                                |
| 13 de julho       | Empire Tesland       | Reino Unido    | Harland & Wolff Ltd                     | Glasgow                          | Navio tanque costeiro          | Para o Departamento do Transporte              |
| 1 de agosto       | USS Unicorn          | Estados Unidos | Electric Boat                           | Groton, Connecticut              | Classe Tench                   |                                                |
| 10 de agosto      | RFA Spalake          | Reino Unido    |                                         |                                  | Navio costeiro                 | For Royal Fleet Auxiliary                      |
| 12 de agosto      | USS Turbot           | Estados Unidos | Cramp Shipbuilding Company              | Philadelphia, Pennsylvania       | Classe Balao                   |                                                |
| 13 de agosto      | HMS Andrew           | Reino Unido    | Vickers-Armstrongs                      | Barrow in Furness                | Classe Amphion                 |                                                |
| 14 de agosto      | SS Empire Ethelbert  | Reino Unido    | Vickers-Armstrongs                      | Newcastle upon Tyne              | Heavy lift ship                | Para o Departamento do Transporte              |
| 15 de agosto      | HMS Scorpion         | Reino Unido    | J. S. White                             | Cowes                            | Classe Weapon                  |                                                |
| 28 de agosto      | HMS Artemis          | Reino Unido    | Scotts Shipbuilding & Engineering       | Greenock, Escócia                | Classe Amphion                 |                                                |
| 28 de agosto      | RFA Oakol            | Reino Unido    |                                         |                                  | Navio tanque costeiro          | For Royal Fleet Auxiliary                      |
| 9 de setembro     | Stockholm            | Suécia         | Götaverken                              | Gotemburgo                       | Ocean liner                    |                                                |
| 11 de setembro    | De Grasse            | França         | Lorient                                 |                                  | Anti-aircraft cruiser          |                                                |
| 16 de setembro    | Empire Terence       | Reino Unido    | Scott & Sons Ltd                        | Bowling                          | Rebocador                      | For Petroleum Steamship Co Ltd                 |
| 20 de setembro    | USS Walrus           | Estados Unidos | Electric Boat                           | Groton, Connecticut              | Classe Tench                   |                                                |
| 27 de setembro    | USS Des Moines       | Estados Unidos | Fore River Shipyard                     | Quincy, Massachusetts            | Classe Des Moines              |                                                |
| 2 de outubro      | Waverley             | Reino Unido    | A & J Inglis Ltd                        | Glasgow                          | Paddle Steamer                 | For London and North Eastern Railway           |
| 21 de novembro    | Empire Tesville      | Reino Unido    | Bartram & Sons Ltd                      | Sunderland                       | Navio tanque costeiro          | Para o Departamento do Transporte              |
| 20 de dezembro    | USS Lansdale         | Estados Unidos | Bethlehem Steel                         | São Francisco (Califórnia)       | Classe Gearing                 |                                                |
| Data desconhecida | SS SNCF No 1         | Reino Unido    | Grangemouth Dockyard Company            | Grangemouth, Stirlingshire       | Classe Collier                 | For Société Nationale D'Affrétements           |